# Alfredo Alzugarat
Alfredo Alzugarat (Montevideo, 27 de abril de 1952) es un escritor y crítico literario uruguayo.

## Biografía
Egresado de la Licenciatura en Letras de la Universidad de la República, ha publicado libros de narraciones y de ensayos. Como cuentista participó en varias antologías del género. Sus cuentos también aparecieron en publicaciones como Cuadernos de Marcha, Revista Socio Espectacular y La Letra Breve (San José de Mayo).
Entre su obra se destaca el ensayo Trincheras de papel. Dictadura y literatura carcelaria en Uruguay (Ediciones Trilce, 2007) en el que analiza la producción literaria de los presos políticos en Uruguay durante la dictadura cívico-militar (1973-1985), las condiciones de la creación y la incidencia de la lectura. Entre otros autores estudiados se hallan Carlos Liscano, Hiber Conteris, Mauricio Rosencof, Nelson Marra y Marcelo Estefanell. Otros autores, como Carlos María Gutiérrez, Miguel Ángel Olivera, Richard Piñeyro, Sergio Altesor, Daymán Cabrera, Jorge Torres, Francisco Lussich y Ana Luisa Valdés, son presentados como parte de una generación trunca que podría haber tomado el relevo de la generación del 45, de no haber mediado la represión y la censura impuestas por la dictadura. Por este trabajo obtuvo en 2009 el premio MEC de Literatura en la categoría Ensayos literarios, crónicas y reportajes periodísticos reunidos en volumen referentes a materia literaria.
En 2014 publicó De la dinastía Qing a Luis Batlle Berres. La biblioteca china en Uruguay. Este trabajo recibió una mención en el premio MEC de Literatura en la categoría Ensayos sobre historia, memorias, testimonios y biografías en 2016.
En 2015 editó y prologó Quisiera decirte tanto. Cartas y otros textos de amor, cárcel y exilio, recopilación de testimonios de su esposa Susana Pacifici. El libro recibió el Premio Bartolomé Hidalgo 2016 de la Feria del Libro de Montevideo y una mención en la Categoría Ensayos sobre historia, memorias, testimonios y biografías en el Concurso Anual del MEC de 2017.
Trabaja en el Departamento de Investigaciones y Archivos Literarios de la Biblioteca Nacional de Uruguay. En su labor de investigador editó, prologó y anotó el diario personal de José Pedro Díaz, uno de los principales intelectuales de la generación del 45, y dirigió la publicación de El libro de los libros. Catálogo de la Biblioteca del Penal de Libertad (1973 – 1985). Ha editado también la colección completa de Tratados y ejercicios, de José Pedro Díaz (2016) y El humor en la escuela: los dibujos del maestro Firpo (2017), en el que se recopilaron ilustraciones inéditas de José María Firpo.
Colabora con el suplemento El País Cultural del diario El País. También ha publicado artículos de crítica literaria en la Revista de la Biblioteca Nacional, Lo que los archivos cuentan, Brecha, Cuadernos del CLAEH, Cuadernos de Marcha, Papeles de Montevideo, Hermes Criollo, Graffiti, La Crítica y en revistas internacionales como Kipus (Universidad Simón Bolívar en Quito), Journal of Hispanic Philology (Hammond, Indiana), Venezuelan Literature & Arts Journal (Universidad Hamline, Saint Paul, Minnesota) y Notas – Reseñas Iberoamericanas (Fráncfort del Meno).

## Obras
Cuentos
- Porque la vida ya te empuja (Destabanda, 1987)
- War (La guerra es un juego) (Cal y Canto - Biblioteca de Marcha, 1996)

Ensayo
- Trincheras de papel. Dictadura y literatura carcelaria en Uruguay (Ediciones Trilce, 2007)

Testimonios
- Testimonio un vecino solidario: Germinal Azaretto (Coautor con Shyrley Scorzo y Cristina Martínez. Ediciones de la Banda Oriental - Premio Fondo Capital, 2000)
- Edición y prólogo de Quisiera decirte tanto. Cartas y otros textos de amor, cárcel y exilio (1974 – 1985), de Susana Pacifici. (Rebeca Linke, 2015)

Investigaciones
- Desde la otra orilla: Documentos inéditos y olvidados de la revolución de 1897 (Ediciones de la Banda Oriental, 1997)
- El discurso testimonial uruguayo del siglo XX (Biblioteca Nacional, 2009)
- Diario de José Pedro Díaz (Biblioteca Nacional, 2012)
- Cuarenta años de literatura uruguaya 1973 - 2013 (Nuestro Tiempo N.º 3)
- De la dinastía Qing a Luis Batlle Berres. La biblioteca china en Uruguay (Biblioteca Nacional, 2014)

Participación en antologías de cuentos
- Extraños y extranjeros (Arca, 1991)
- Cuentos de atar (Ediciones Trilce, 1994)
- Santiago/Montevideo: Primer Vuelo (1995)
- Lautaro/Montevideo: Segundo Vuelo (1996)
- Cuentos uruguayos (selección de Fernando Aínsa, Madrid, 2007)

En compilaciones de trabajos de investigación
- El libro de los libros. Catálogo de la Biblioteca del Penal de Libertad (1973 - 1985) (Editor, Biblioteca Nacional, 2013)
- En otras palabras, otras historias (compilado por Hugo Achugar, FHCE, 1994)
- La gesta literaria de Marcos Aguinis (comp. por Juana Arancibia, San José (Costa Rica), Edic. Perro Azul, 1998)
- El presente de la dictadura (comp. por Álvaro Rico, Ediciones Trilce, 2005)
- William Henry Hudson y la tierra purpúrea (FHCE, 2005)
- Actas. Jornadas Cervantinas a cuatrocientos años de la publicación del Quijote (FHCE, 2006)
- Bibliotecas y cultura letrada en América Latina, Siglos XIX y XX (Carlos Aguirre y Fernando D. Salvatore, editores, Lima, Universidad Católica, 2018)
- Carlos Liscano, Manuscritos de la cárcel (Edición de Fatiha Idmhand, Montevideo, Ediciones del Caballo Perdido, 2010)
- El escritor y el intelectual entre dos mundos. Lugares y figuras del desplazamiento (Cécile Chantraine-Braillon, Norah Giraldi dei Cas y Fatiha Idmhand, editoresm Iberoamericana, Francfurt del Meno, 2010)
- Lugares y figuras del exilio republicano del 39. Los intelectuales «satélites» y sus redes transnacionales (Editores Fatiha Imdhmand y otros, 2020)